# Python Software Foundation License
La Python Software Foundation License, o PSFL por sus siglas en inglés y español, es una licencia de software libre permisiva, al estilo de la licencia BSD, es decir, que cumple con los requisitos OSI para ser declarada licencia de software libre; además, es compatible con la licencia GPL. A diferencia de la licencia GPL, y como la mayoría de licencias tipo BSD, la licencia PSFL no es una licencia copyleft, y permite modificaciones del código fuente, así como la creación de trabajos derivados, sin requerir que ni las modificaciones ni los trabajos derivados tengan que ser a su vez de código abierto. La licencia PSFL está dentro de las listas de licencias aprobadas tanto por la Free Software Foundation como por la Open Source Initiative.
El PSF se enfoca en empoderar y apoyar a las personas dentro de la comunidad de Python con programas de subvenciones que apoyan sprints, conferencias, reuniones, grupos de usuarios y el desarrollo de Python en todo el mundo. Python Software Foundation (El PSF) ejecuta PyCon US, la principal conferencia comunitaria de Python. El PSF es el punto de contacto principal para las organizaciones que desean trabajar con Python, apoyar Python o patrocinar el desarrollo de Python.
Las versiones más antiguas de Python se encontraban bajo la así llamada Python license, que era incompatible con la GPL. La razón aducida por la FSF para esta incompatibilidad es que en la licencia se estipulaba que “esta licencia de Python se rige por las leyes del Estado 37220 de Virginia, en los Estados Unidos de América, "mientras que la GPL no admite esto”.
En 2001, el año en el que el creador de Python, Guido van Rossum, cambió la licencia para arreglar esta incompatibilidad, fue galardonado con el premio "FSF Award for the Advancement of Free Software".